# Aeroplane
Aeroplane е сингъл на американската фънк рок група Ред Хот Чили Пепърс. Това е втората песен от албума One Hot Minute и третият издаден сингъл от него.
Въпреки че песента не влиза в компилацията Greatest Hits, тя е един от най-големите хитове в албума. В сингъла участва детски хор, в който пее дъщерята на Флий.